# UŠ (Mesopotamien)
UŠ (auch Usch und US) ist die ursprüngliche sumerische Bezeichnung eines  Längenmaßes, das von den Babyloniern später auch als Zeiteinheit verwendet wurde. Erstmals ist das Längenmaß UŠ um 2400 v. Chr. belegt. Ein „UŠ“ entspricht als räumliches Längenmaß 60 Ellen (etwa 30 Meter). Zehn „UŠ“ ergaben die höhere Einheit NER (etwa 300 Meter). 
Im ersten Jahrtausend v. Chr. erfolgte die erweiterte Verwendung als astronomische Zeiteinheit für die Umdrehungen des Himmels. 30 UŠ entsprachen nun einem Danna, das wiederum als Wegemaß mit einer Länge von 120 Minuten als eine äquale Wegstunde definiert war. In der Himmelsbeobachtung entsprach ein UŠ einem „Dreihundertsechzigsteltag“, der wiederum mit einem Zeitgrad gleichgesetzt wurde. Ein Zeitgrad hat die Länge von vier Minuten, weshalb einem UŠ somit vier Minuten entsprechen. 